# Șuri
Șuri è un comune della Moldavia situato nel distretto di Drochia di 4.614 abitanti al censimento del 2004

## Località
Il comune è formato dall'insieme delle seguenti località (popolazione 2004):
- Șuri (3.964 abitanti)
- Șuri Noi (650 abitanti)